# Salix gordejevii
Espèce
Classification APG III (2009)
Salix gordejevii est une espèce de plantes à fleurs de la famille des Salicaceae. C'est un saule originaire d'Asie (Chine, Mongolie).

## Synonymie
- Salix flavida Y.L. Chang & Skvortsov[4].